# Duván Zapata
Duván Esteban Zapata Banguero (ur. 1 kwietnia 1991 w Cali) – kolumbijski piłkarz występujący na pozycji napastnika. W latach 2017–2021 reprezentant Kolumbii. Wychowanek América Cali.

## Kariera klubowa
Swoją piłkarską karierę Duván Zapata zaczynał w América Cali, gdzie w 2008 roku został przeniesiony do pierwszego zespołu seniorów. 13 lutego 2011 roku, Zapata strzelił nie tylko swojego pierwszego gola w karierze, ale także zdobył swój pierwszy hat-trick w wygranym 3-2 spotkaniu z Deportivo Pereira. 29 lipca 2011 roku Zapata został powołany do kadry U-20 na mistrzostwa świata, gdzie Kolumbia doszła do ćwierćfinału. Tuż po mistrzostwach ogłoszono, że Zapata przeniesie się do Estudiantes na zasadzie wypożyczenia z opcją pierwokupu. W lipcu 2013 roku West Ham starał się załatwić pozwolenie o pracę dla Kolumbijczyka, przed jego ewentualnym transferem do angielskiego klubu. Jednak ostatecznie transfer nie doszedł do skutku. 25 sierpnia 2013 roku podpisał kontrakt z włoskim SSC Napoli. Estudiantes otrzymało za niego ok. 7,5 mln euro. 28 września 2013 roku Duván zadebiutował na boiskach Serie A. Kolumbijski napastnik wystąpił zwycięskim 2:0 meczu przeciwko Sampdorii. 22 października 2013 roku Zapata strzelił swoją pierwszą w karierze bramkę w Lidze Mistrzów w wygranym 2:1 spotkaniu przeciwko francuskiej Olympique Marsylii. Bramka Kolumbijczyka okazała się na wagę trzech punktów.

## Sukcesy

### SSC Napoli
- zdobywca Pucharu Włoch (1x): 2013/2014
- zdobywca Superpucharu Włoch (1x): 2014

### América de Cali
- Mistrzostwo Kolumbii: 2007/08

### Indywidualne
- Drużyna roku Serie A: 2018/19[3]